# Resolutie 1914 Veiligheidsraad Verenigde Naties
Resolutie 1914 van de Veiligheidsraad van de Verenigde Naties werd op 18 maart 2010 unaniem door de VN-Veiligheidsraad aangenomen en legde het moment voor de verkiezing van een nieuwe rechter voor het Internationaal Gerechtshof vast.

## Achtergrond
De Chinese jurist Shi Jiuyong werd in 1994 benoemd tot rechter bij het Internationaal Gerechtshof in Den Haag. Van 2000 tot 2003 was hij hiervan vicevoorzitter, in 2003 werd hij herkozen en tot 2006 was hij voorzitter. In 2010 kondigde hij zijn ontslag aan.

## Inhoud
De Veiligheidsraad betreurde het ontslag van rechter Shi Jiuyong, dat op 28 mei 2010 inging, en merkte op dat er zo een positie vrijkwam voor de rest van diens ambtstermijn, die moest worden ingevuld. De datum van de verkiezing hiervoor moest door de Veiligheidsraad worden vastgelegd. Beslist werd dat deze verkiezing zou doorgaan op 29 juni 2010 tijdens een vergadering van de Veiligheidsraad en de Algemene Vergadering tijdens haar 64ste sessie.

## Verwante resoluties
- Resolutie 1361 Veiligheidsraad Verenigde Naties (2001)
- Resolutie 1571 Veiligheidsraad Verenigde Naties (2004)
- Resolutie 1926 Veiligheidsraad Verenigde Naties
- Resolutie 2034 Veiligheidsraad Verenigde Naties (2012)

Lijst ·  1908 ·  1909 ·  1910 ·  1911 ·  1912 ·  1913 ·  1914 ·  1915 ·  1916 ·  1917 ·  1918 ·  1919 ·  1920 ·  1921 ·  1922 ·  1923 ·  1924 ·  1925 ·  1926 ·  1927 ·  1928 ·  1929 ·  1930 ·  1931 ·  1932 ·  1933 ·  1934 ·  1935 ·  1936 ·  1937 ·  1938 ·  1939 ·  1940 ·  1941 ·  1942 ·  1943 ·  1944 ·  1945 ·  1946 ·  1947 ·  1948 ·  1949 ·  1950 ·  1951 ·  1952 ·  1953 ·  1954 ·  1955 ·  1956 ·  1957 ·  1958 ·  1959 ·  1960 ·  1961 ·  1962 ·  1963 ·  1964 ·  1965 ·  1966